# Louis Rogniat
Pour les articles homonymes, voir Rogniat.
Louis Rogniat, né le 12 novembre 1852 dans le 3e arrondissement de Lyon et mort le 27 juin 1934 dans le 7e arrondissement de Lyon, est un architecte français.

## Biographie
Louis Rogniat entre en 1871 à l'école des beaux-arts de Lyon puis en 1875 à l'école des beaux-arts de Paris, atelier d'Honoré Daumet.
En 1924 il devient membre de l'académie des Sciences, Belles-Lettres et Arts de Lyon. 

## Réalisations
Il réalise les travaux d'architecture suivants :
- à Lyon :
  - la brasserie de la Guillotière ;
  - restauration de l’église Saint-Louis de la Guillotière ;
  - deux hôtels au 6 et 7, quai d'Occident (actuel quai Maréchal-Joffre) ;
  - la villa Maderni à Lyon ;
  - les tombeaux de la famille Riboud et de la famille Jaubertau cimetière de Loyasse ;
  - un monument à la mémoire de Piguet à Vaise ;
  - transformation du couvent des Carmes déchaussés ;
  - le lycée du Parc ;
- l'hôtel Continental à Cannes ;
- le château Corron et la villa Ogier à La Verpillière ;
- le château de Pressavin à Monsols ;Signature de Louis Rogniat.
- la villa de Raousset à Millery ;
- la villa Tresca à Écully ;

Signature de Louis Rogniat.

- restauration du château de Curraize à Montbrison ;
- l'église de Courzieu ;
- les églises de Parves, de Lochieu et Brégnier-Cordon ;
- le dispensaire et la chapelle de l'hôpital d'enfants à Saint-Chamond.

## Distinctions
Il est membre de la société académique d'architecture de Lyon le 3 janvier 1884, chevalier de la Légion d'honneur le 15 janvier 1928 et récipiendaire de l'ordre du Nichan Iftikhar.